# Suchitra Sen
Suchitra Sen, pseudonimo di Roma Dasgupta (Pabna, 6 aprile 1931 – Calcutta, 17 gennaio 2014), è stata un'attrice indiana.

## Biografia
Suchitra Sen apparteneva a una delle famiglie più importanti della cinematografia indiana e ha recitato sia in film in bengali che in hindi.

## Vita privata
È la madre di Moon Moon Sen e la nonna di Riya Sen e Raima Sen, anch'esse attrici di Bollywood.

## Filmografia parziale
- Sharey Chuattar, regia di Nirmal Dey (1953)
- Devdas, regia di Bimal Roy (1955)
- Musafir, regia di Hrishikesh Mukherjee (1957)
- Harano Sur, regia di Ajoy Kar (1957)
- Deep Jwélé Jaai, regia di Asit Sen (1959)
- Bombay ka Babu, regia di Raj Khosla (1960)
- Mamta, regia di Asit Sean (1966)
- Aandhi, regia di Gulzar (1975)